# بری سالیوان (هنرپیشه)
بری سالیوان (انگلیسی: Barry Sullivan؛ ۲۹ اوت ۱۹۱۲ – ۶ ژوئن ۱۹۹۴) هنرپیشه اهل ایالات متحده آمریکا بود. از فیلم‌هایی که وی در آن نقش داشته است، می‌توان به تنش اشاره کرد.